# Camposanto (Emilia-Romagna)

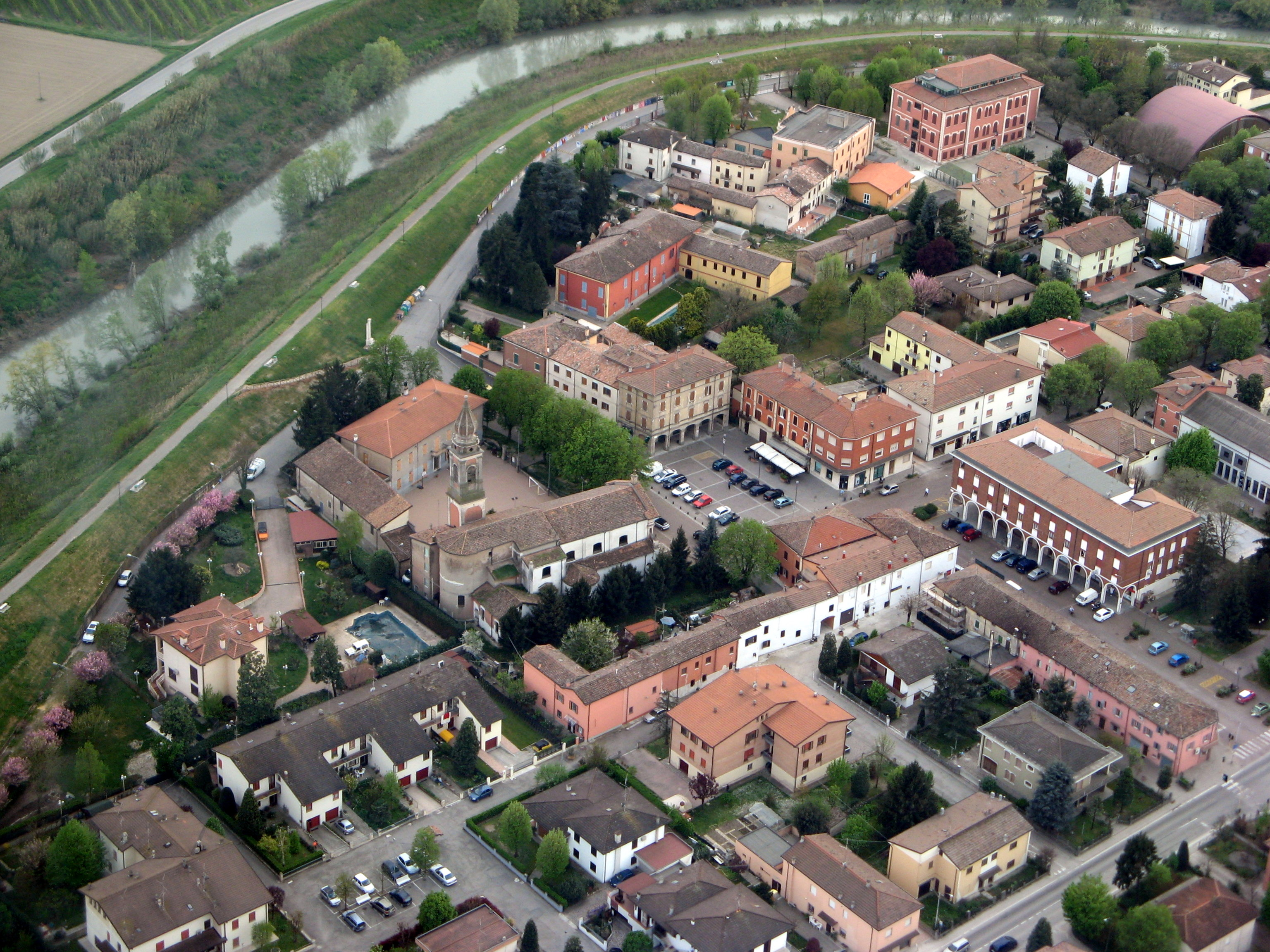
Camposanto

Camposanto ist eine Gemeinde in der italienischen Provinz Modena, Region Emilia-Romagna. Sie liegt 35 km nordwestlich von Bologna und 20 km nordöstlich von Modena am Fluss Panaro, einem Nebenfluss des Po. 
Die 3296 Einwohner (Stand 31. Dezember 2023) leben auf einer Fläche von 22 km².
Bürgermeisterin ist seit dem 15. April 2008 Antonella Baldini.
Die Nachbargemeinden sind Bomporto, Crevalcore, Finale Emilia, Medolla, Ravarino, San Felice sul Panaro und San Prospero.
Die Gemeinde ist nach dem italienischen Wort Camposanto für eine Friedhofsanlage benannt. In der Nähe befand sich ein antiker Friedhof (lat.: campus sanctus).

## Geschichte
Die Lage von Camposanto am Panaro spielte eine strategische Rolle während des Krieges um Parma, der zwischen Sommer 1551 und Frühjahr 1552 geführt wurde. Zur Belagerung der Festung von Mirandola, die von Galeotto Pico della Mirandola mit finanzieller Unterstützung des französischen Königs Franz I. und seines Sohnes Heinrich II. errichtet worden war, wurden päpstliche und kaiserliche Truppen zusammengezogen. Die Versorgung für die große Armee, die zwischen Crevalcore und San Giovanni in Persiceto lagerte, wurde über die Brücken bei Camposanto und Solara durchgeführt.
In der Nähe von Camposanto fand am 8. Februar 1743 während des Österreichischen Erbfolgekriegs eine Schlacht zwischen dem spanischen Heer unter Befehl des Generals Jean Bonaventure Thierry du Mont, Graf von Gages, und dem österreichisch-piemontesischen Heer unter Befehl des Feldmarschalls Otto Ferdinand von Abensperg und Traun statt. Nach einer harten Schlacht wurde das spanische Heer besiegt und musste sich zurückziehen.